# Morning Glory (nuvole)

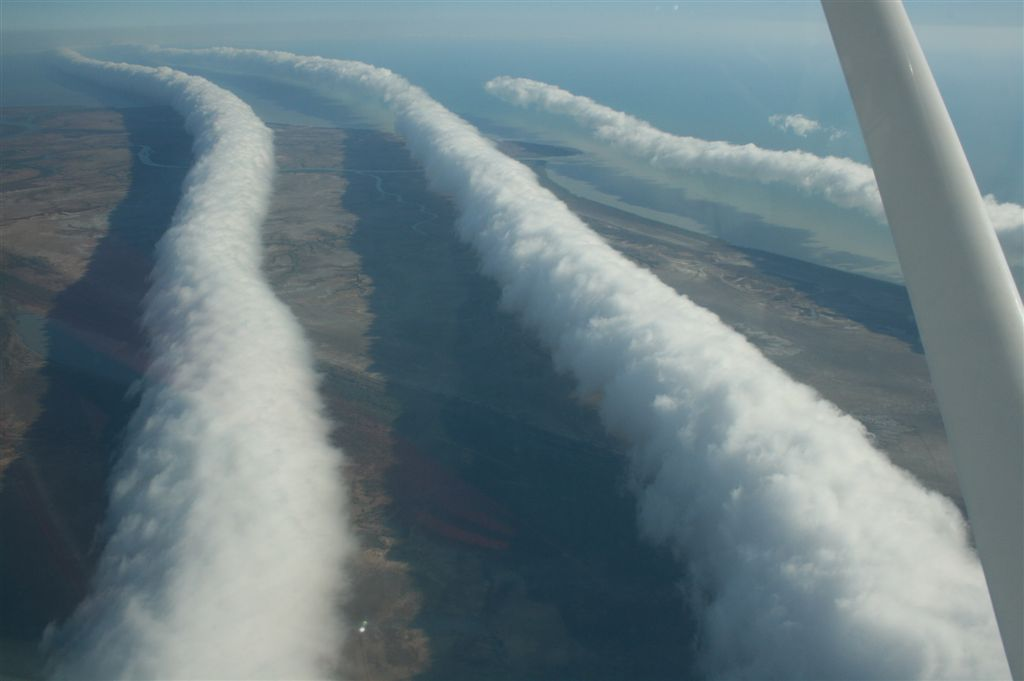
Una formazione di nuvole Morning Glory tra Burketown e Normanton, Australia.

Le Morning Glory sono un fenomeno atmosferico composto principalmente da nuvole. Il nome "Morning Glory" (in inglese "gloria del mattino") è dato 
proprio dal fatto che si sviluppano all'alba. 

## Formazione
Le "Morning Glory" sono enormi rulli di nuvole che si possono estendere anche per tutto l'orizzonte, muovendosi dall'oceano verso la terra. Queste nuvole possono avere anche 2 km di spessore ed essere lunghe fino a 1000 km. Solitamente si formano a circa 1-2 km di altitudine. Si formano quando le onde d'aria che arrivano dall'oceano, che solitamente si spostano orizzontalmente, si scontrano con l'aria umida e calda che all'alba viene rilasciata dal terreno, e che risale verticalmente.

## Locazione
Il luogo più soggetto al mondo alla formazione delle Morning Glory è senza dubbio l'Australia, e più precisamente il Nord dell'Australia, la Penisola di Capo York, delimitata dal Golfo di Carpentaria e dal Mar dei Coralli. Il fenomeno è infatti dovuto alla combinazione di diversi fattori come la pressione, l'umidità, l'aria, la brezza dell'oceano, per cui si verifica solo in alcuni luoghi del pianeta. Il punto in assoluto più vantaggioso per poterlo osservare è Burketown, nel Queensland. Tuttavia vi sono numerosi avvistamenti di fenomeni simili alle Morning Glory, che si verificano raramente. Simili scenari sono stati osservati negli Stati Uniti centrali, sopra La Manica, sopra Berlino (Germania), nell'Est della Russia. Il fenomeno è stato osservato anche a Sable Island, una sottilissima isola del Canada situata 180 km a Sud-Est dalla Nuova Scozia e in Messico, sopra il Mar di Cortez (Golfo di California).